# Cumanana
La cumanana es un género literario y musical, afrodescendiente, no bailable. Se caracteriza por ser improvisado, de contrapunto y en ocasiones  de desafío o provocación entre los cantores.
Está compuesto en cuartetas o décimas con estrofas de versos octosílabos, aunque por ser improvisadas no siempre se guarda esa pauta. Suele entonarse al son de arpas o guitarras y es propio de las comunidades afroperuanas establecidas, en tiempo de la colonia, por las costas peruanas de Piura,Tumbes y Lambayeque.
Por lo general los temas de las cumananas son de carácter amorosos, de desamor, alegría y tristeza. También pueden ser pícaras e irónicas, fantásticas, humorísticas, de resistencia, de protesta, ambientalista, etc.
La cumanana fue declarada Patrimonio Cultural de la Nación el 26 de noviembre de 2004.

## Historia
El término cumanana es de origen africano. Chalena Vásquez, en sus investigaciones, afirma que procede de El Kikongo lengua del Pueblo Kongo, pequeño poblado del centro de África.
La cumanana, según el escritor e investigador piurano Carlos Espinoza, cree que se originó, por los negros esclavos que procedían de Ecuador, quienes fueron establecidos en las Lomas, Distrito perteneciente al norte de Piura. 
La investigadora Julia Zevallos, desde el Proyecto Integral Cabeza de Vaca, afirma que el compositor, declamador e investigador de décimas, logró identificar el origen de la palabra cumanana por tierras norteñas, departamento de Piura; posteriormente fue expandiéndose a otras zonas aledañas como Tumbes, Lambayeque, Chicama, Santa Catalina, Lima, Chincha, Pisco y Locumba.

## Tipos
Según su contenido, las cumananas pueden clasificarse en las siguientes categorías:
- Amorosas: en las que se expresan los sentimientos románticos.[1][25]

- Despreciativas: Tienen relación con el sentimiento de despecho, burla, de rechazo, de crítica y de desprecio.

- Picarescas: donde se abordan diversos temas, pero con cierta picardía y un tono satírico.[1]

- Sociales: con la que se manifiesta el descontento social ante los abusos de las autoridades, patrones y marcadas diferencias de clases sociales.[1]

- Existenciales: con las que se expresan actitudes de asombro, angustia, preocupación ante la vida, la muerte y situaciones que se consideran paradójicas y absurdas.[12][1]

- Normativas y sentenciosas: con las que se expresan ciertas cosmovisión del mundo, sabiduría popular respecto a diversos asuntos de la vida.[1]

- De optimismo y autoafirmación: con ellas se buscan impulsar un espíritu positivo ante las adversidades y dificultades que se presentan en la vida cotidiana. [1][12]